# サン＝ヴァンサン＝ド＝ティロス
サン＝ヴァンサン＝ド＝ティロス （Saint-Vincent-de-Tyrosse、ガスコーニュ語:Sent Vincenç de Tiròssa）は、フランス、ヌーヴェル＝アキテーヌ地域圏、ランド県のコミューン。

## 地理
サン＝ヴァンサン＝ド＝ティロスは、ランドの祭りとしてアリーナで行われる闘牛、クルス・ランデーズ（fr）で知られている。まちはかつてのA10に面しており、バイヨンヌとダクスとは等しい距離にある。大西洋に近いため、海へ至る道がサン＝ヴァンサンにある。

## 歴史
サン＝ヴァンサン＝ド＝ティロスとは、サン＝ゴル（fr:Saint-Gor）、サン＝ジェウール（fr:Saint-Geours）のように、ランド県でよく見られる偽の聖人名から発展したサン＝ティロスが語源である。初めて名が文書に記されたのは843年、Tirosseとしてである。
1939年、スペイン内戦でフランシスコ・フランコ軍から逃れてきた難民たちを収容する捕虜収容所が、サン＝ヴァンサンに設けられていた。

## 人口統計
| 1962年 | 1968年 | 1975年 | 1982年 | 1990年 | 1999年 | 2007年 |
| ------ | ------ | ------ | ------ | ------ | ------ | ------ |
| 2945   | 3249   | 4063   | 4474   | 5075   | 5365   | 6936   |

参照元:INSEE 、Ldh/EHESS/Cassini 

## 姉妹都市
- リンコン・デ・ソト、スペイン[6]